# Xyloryctidae
Famille
Les Xyloryctidae forment une famille d'insectes lépidoptères (papillons) de la super-famille des Gelechioidea.
Pour beaucoup d'auteurs toutefois, il s'agit d'une sous-famille, les Xyloryctinae de la famille des Oecophoridae.

## Liste des sous-familles et genres
Selon NCBI (15 août 2010) :
- sous-famille Scythridinae
  - genre Areniscythris
  - genre Landryia
  - genre Scythris
- sous-famille Xyloryctinae
  - genre Cryptophasa
  - genre Maroga
  - genre Thyrocopa